# Lijst van schurken uit Ben 10
Dit is een lijst van schurken/vijanden uit de Amerikaanse animatieserie Ben 10 en de erop volgende serie Ben 10: Alien Force. 

## Vilgax

### In Ben 10
Vilgax is een Chimera Sui Generis uit een plaats genaamd “the Shadow Realm”. Hij lijkt sterk op een Cthulhu. Hij is een meedogenloze intergalactische veroveraar die kostte wat het kost de Omnitrix wil bemachtigen om met zijn macht alle planeten die er zijn te veroveren. Vilgax was de hoofdvijand in het eerste seizoen.
Vilgax maakt zijn debuut reeds in de eerste aflevering van de serie Ben 10. Aan het begin van het eerste seizoen raakte Vilgax zwaargewond toen zijn schip werd aangevallen door het schip van Xylene, dat de Omnitrix vervoerde. Daarom zat hij het grootste deel van het seizoen in een regeneratietank en liet robots en andere handlangers zijn werk opknappen. 
In de laatste aflevering was zijn lichaam geheel geregenereerd en zelfs cybernetisch versterkt. Hij viel persoonlijk Ben aan en bleek te sterk voor elke Omnitrix alien. Hij beschikte over enorme fysieke kracht en versloeg Ben met gemak. Uiteindelijk vernietigden de Tennysons Vilgax’ schip met hem nog aan boord.
In de aflevering "Truth" vertelde Max Ben en Gwen hoe hij en zijn partner jaren terug Vilgax al eens bevochten toen die nucleaire kernkoppen wilde stelen uit een militaire basis.
Aan het eind van seizoen twee bleek Vilgax nog te leven, maar door de ontploffing ver de ruimte in te zijn geschoten. Hij werd gevonden door Kevin 11 en de twee spanden samen tegen Ben. Beide werden echter opgesloten in de Null Void Dimensie aan het einde van de aflevering.
Vilgax dook ook op in de film Ben 10: Secret of the Omnitrix, waarin hij weer de Omnitrix wilde bemachtigen. Hij werd uiteindelijk door Ben als Way Big de ruimte ingegooid.
Vilgax keerde wederom terug in "Goodbye and Good Riddance". Ditmaal werd hij verslagen door Ben en zijn vader, die Vilgax in een gasexplosie terecht lieten komen.

### In Ben 10: Alien Force
In de serie Ben 10: Alien Force is Vilgax gedurende de eerste twee seizoenen afwezig. Hij komt pas terug in de eerste aflevering van seizoen 3, getiteld "Vengeance of Vilgax". Vilgax heeft hierin meer krachten gekregen door deze te stelen van de 10 grootste helden van het universum. Ook is zijn lichaam verder versterkt. Bij zijn terugkeer op aarde verslaat hij met gemak de Plumbers, en daagt Ben uit tot een gevecht om het lot van de aarde te bepalen. Ben wint het gevecht door als Diamondhead Vilgax te verpletteren onder vier grote kristallen.
Later in de serie duikt Vilgax nog een paar keer op, waaronder in de laatste aflevering. Hierin toont hij zijn ware gedaante: die van een enorme inktvis.

### In Ben 10: Ultimate Alien
In de derde serie wordt een zwaargewonde Vilgax gevonden door een sekte genaamd de Flame Keeper's Circle, die denken dat hij de door hen aanbeden Diagon is. Hij laat ze in die waan in de hoop dat zij hem kunnen helpen de aarde te verlaten. Hij wordt uiteindelijk door de echte Diagon tot dienaar gemaakt en gedwongen hem te helpen terug te keren naar de aarde. 

### Toekomst
In de aflevering "Ben 10,000", die zich 20 jaar in de toekomst afspeelt, werd Vilgax door Animo gereanimeerd maar verloor weer een gevecht met de nu oudere Ben. Ditmaal nam Ben geen risico en scheurde Vilgax letterlijk aan stukken. Dr. Animo bracht hem echter weer tot leven. Het duo werd verslagen door zowel de toekomstige als hedendaagse Ben, en Vilgax werd bevroren in een rivier.

## De Forever Knights
De Forever Knights (waarschijnlijk een kwaadaardige parodie op de Tempeliers), ook wel bekend als The Organization, is een geheim genootschap dat al sinds de middeleeuwen bestaat. Ze verzamelen  buitenaardse technologie voor hun eigen doelen. Ook vangen en bestuderen ze aliens. Mensen die zich met aliens bezighouden worden door hen gezien als waardeloos en meteen uit de weg geruimd. Alle leden van de organisatie kleden zich als ridders, maar hebben ondertussen wel geavanceerde wapens tot hun beschikking. 
De Forever Knights verschenen voor het eerst in Ben 10 in de aflevering "A Small Problem", waarin ze Grey Matter wilden ontleden. Ze keerden terug in "Ultimate Weapon", waarin ze het Sword of Ekchuah wilden bemachtigen. 
In "The Unnaturals" probeerden ze de president van de Verenigde Staten te vervangen door een robotdubbelganger. 
In "Perfect Day" probeerden ze de Omnitrix te bemachtigen door Ben in een droomwereld te vangen. 
De Forever Knights spelen ook een rol in Ben 10: Alien Force. Hierin werken ze samen met de Highbreed, blijkbaar onbewust (of niet geïnteresseerd) in de ware plannen van de Highbreed. In Ben 10: Ultimate Alien keert hun originele leider George weer terug, en wordt de organisatie meer een paramilitaire groepering. 

### De Forever King
De Forever King (stem van Richard Doyle) is de leider van de Forever Knights. Hij was voorheen een Plumber net als Opa Max, onder de naam Driscoll. Hij werd oneervol ontslagen wegens het stelen van buitenaardse technologie. Hij voegde zich bij de Forever Knights, en werkte zich een weg omhoog tot hun leider.
Hij verscheen voor het eerst in "Perfect Day" toen hij Enoch berispte voor zijn vele mislukkingen.

### Enoch
Enoch (stem van Richard Doyle) is een invloedrijk lid van de Forever Knights. Hij leek aanvankelijk de leider te zijn, totdat in de aflevering "Perfect Day" de Forever King zijn intrede deed.
Enoch deed in elke aflevering waarin de Forever Knights een rol hadden mee. In "Perfect Day" werd hij voor zijn vele mislukkingen bestraft door de Forever King. Hoewel de Forever Knights in Ben 10 Alien Force-vijanden zijn, doet Enoch niet meer mee.

### Squires
Zogenaamd een Little League softbalteam, maar in werkelijkheid robots gemaakt door de Forever Knights als onderdeel van een plan om de president te ontvoeren. De robots zijn zeer sterk; ze kunnen metalen ballen met hun handen kneden en ballen hard genoeg gooien om gaten in vast staal te maken. De coachrobot kan zelfs sneller bewegen dan het oog kan zien. Ze werden allemaal vernietigd door Ben. De coach’ stem werd gedaan door Fred Tatasciore.

### Forever Knight Ninja
De Forever Knight Ninja is een lid van de Forever Knights, en lijfwacht van Driscoll.

## Zs' Skayr (Ghostfreak)
Ghostfreak is een van Bens alienvormen, die in het tweede seizoen van de serie Ben 10 werd bevrijd uit de Omnitrix. Dit kon omdat Ghostfreak tot een ras behoort wiens persoonlijkheid zit opgeslagen in het DNA. Eenmaal vrij ontdeed hij zich van zijn beschermende huid en toonde hij zijn ware gedaante. Hij wilde met Ben fuseren om weer compleet te worden, maar werd verslagen door zonlicht. 
Desondanks keerde Ghostfreak toch terug in het derde seizoen van de serie, waarin hij de hoofdvijand was van Ben.  In de tweedelige aflevering "The Return"/"Be Afraid of the Dark" werd Ghostfreak weer tot leven gebracht door een buitenaardse wetenschapper genaamd Dr. Vicktor. Deze had in eerdere seizoen 3 afleveringen al een mummie alien en een weerwolf alien de benodigdheden laten verzamelen. Ghostfreak wilde het zonlicht doven en de Aarde in eeuwige duisternis hullen. Ghostfreak werd wederom gedood door zonlicht, ditmaal aan boord van een spaceshuttle. Nadien kwam Ghostfreaks Vorm weer terug in de Omnitrix, maar dan wel zijn echte vorm, niet zijn ovale, beschermde vorm. Ben heeft deze transformatie nooit gebruikt.
Tijdens de Ben 10 Week op Cartoon Network werd meer over hem duidelijk. Zijn echte naam is Zs' Skray. Hij is de High Ecto Lord van Anur Phaetos. Dr. Viktor, De Weerwolf en De Mummy komen uit het Anur Stelsel. Hij had zijn DNA bewust in de omnitrix laten stoppen.

### Handlangers
Deze drie aliens verschenen in afzonderlijke afleveringen van het derde seizoen van Ben 10, maar bleken later allemaal te werken voor Ghostfreak. 
Dr. VicktorEen alien die lijkt op het monster van Frankenstein. Zijn naam is dan ook afgeleid van Dr. Vicktor Frankenstein, de hoofdpersoon uit de gelijknamige roman. Hij werkte bij NASA, vermomd als een menselijke wetenschapper. Hij kaapte een spaceshuttle voor Ghostfreak.
 Dr. Vicktor is zeer intelligent en wilde zijn meester weer tot leven brengen, en hem helpen bij diens plan de zon te verduisteren. Hij is tevens de leider van drie aliens die sterk lijken op klassieke monsters. Hij beschikt over een teleportatiemachine die deze aliens via een paarse bliksem van verplaatsen
Dr. Vicktor verscheen in de afleveringen "The Return" en "Be Afraid of the Dark". Ben bevocht hem en verkreeg daarbij per ongeluk het DNA van de alien. Viktor komt ook voor in Ben 10: Ultimate Alien.
Mummie alienDeze mummie alien verscheen in de aflevering "Under Wraps". Hij werd gestuurd door Dr. Vicktor om een gevaarlijk element genaamd corrodium te vinden, dat miljoenen jaren terug op Aarde belandde. Opa Max herkende het corrodium als een onstabiele krachtbron.
 Gedurende Bens gevecht met het wezen, absorbeerde de Omnitrix diens DNA. Uiteindelijk werd de mummie bevroren door Upgrade en samen met het corrodium begraven onder een dikke laag beton. Hij werd vrijgelaten door de Yenaldooshi in "The Return", en hielp bij Dr. Vicktors plan.
YenaldooshiDe Yenaldooshi is een weerwolfachtig wezen genaamd een Loboan, gestuurd door Dr. Vicktor om communicatieapparatuur te stelen uit een reservaat. Ben bevocht de alien als Wildvine, maar kon hem niet verslaan. Toen hij weer normaal werd, krabde de alien de omnitrix en absorbeerde deze het DNA van de alien. Nadien veranderde Ben langzaam in een loboan.
 De Yenaldooshi werd uiteindelijk verslagen door Ben als Cannonbolt. Hij keerde echter weer terug in "The Return" en "Be Afraid of the Dark".

## Highbreed
De Highbreed zijn aliens die geloven dat hun DNA het zuiverste is van dat van al het leven in het universum. Ze willen het universum ontdoen van “lagere” levensvormen. De mensheid is hun volgende doel. Ze zijn de primaire antagonisten van de serie Ben 10: Alien Force.
Highbreed zijn lange humanoïde wezens met een witte huid, vier oogachtige markeringen op hun torso, zwarte handen en voeten, vleugels, en paarse gezichten met vier rode ogen. Ze zijn behalve erg arrogant ook uitermate sterk. Ze kunnen zelfs aliens aan die groter zijn dan zijzelf, en hun vingertoppen afvuren als dartpijlen. Hun enige zwakte is dat ze in warme klimaten snel uitdrogen. 
In de slotaflevering van het tweede seizoen blijkt dat de Highbreed onvruchtbaar zijn, en hun ras op het punt van uitsterven staat. Ben lost dit probleem op door ze te fuseren met DNA uit de omnitrix, en laat de Highbreed zo inzien dat ze niet meer of minder zijn dan andere rassen.

### DNAliens
De DNAliens zijn deels mens, deels robot. Ze dienen de Highbreed. Ze kunnen zich vermommen als mensen. Ze worden gemaakt door parasieten genaamd Xenocite aan een menselijk gastlichaam te bevestigen. Ze zijn vrij sterk en kunnen een soort zuur spuwen. Ze geven de voorkeur aan koude klimaten.

## De Negative 10
De Negative 10 is een verzamelnaam voor enkele tegenstanders van Ben uit de serie Ben 10. Ze maken allemaal los van elkaar hun opwachting, maar werken later tijdelijk samen wanneer ze worden verenigd door de Forever King en Forever Knight Ninja.

### Dr. Animo
Dr. Aloysius Animo, wiens stem werd gedaan door Dwight Schultz, was ooit een veelbelovende onderzoeker in dierenwetenschappen. Zijn carrière ging ten onder toen bleek dat hij genetische experimenten deed met dieren. Hij hoopte dat zijn onderzoek hem een Verties Award zou opleveren. Vanwege zijn dubieuze experimenten verloor hij de prijs aan zijn rivaal, dr. Kelly. Dit dreef hem tot waanzin, en hij verdween 5 jaar lang spoorloos. 
In de aflevering "Washington B.C." dook hij weer op. Hij gebruikte toen een apparaat genaamd de Transmodulator om dieren te muteren tot enorm formaat. Tevens kon het dode dieren weer geheel regenereren en tot leven brengen. Hij deed dit allemaal om de prijs alsnog in handen te krijgen. Ben stopte hem en Dr. Animo werd gearresteerd.
Hij dook weer op in "Dr. Animo and the Mutant Ray", waarin hij een nog veel grotere versie van de Transmodulator bouwde met als hoofdonderdeel een stukje van de Omnitrix. Hiermee muteerde hij dieren met het alien DNA uit de Omnitrix. Hij wilde dit op de hele wereld loslaten, maar werd weer gestopt door Ben. 
In "Ben 10,000" bleek Animo nog altijd in leven te zijn 20 jaar in de toekomst. Wel was enkel zijn hoofd nog over, dat hij via een uniek apparaat aan dieren kon bevestigen. Hij bracht de inmiddels dode Vilgax weer tot leven. Hij werd in deze aflevering verslagen door zowel de jonge als volwassen Gwen, en opa Max.
De dieren die hij heeft gemuteerd of gereanimeerd zijn een mammoet, een Tyrannosaurus Rex, een vleermuis, een kaketoe, een hamster, een neushoorn en een kikker. Vilgax kan ook gerekend worden tot de dieren die door Animo werden gereanimeerd. Hetzelfde geldt voor Opa Max in "Dr. Animo and The Mutant Ray", toen Animo hem in een enorm slakachtig wezen veranderde.
In de aflevering “Divided we Stand” werd zijn voornaam onthuld. Hier muteerde hij een octopus en een meeuw. Maar met het alienDNA kon hij ook stinkvliegen maken die dankzij Ditto vele malen konden verdubbelen.
Animo had een kleine rol aan het begin van de film Ben 10: Secret of the Omnitrix. Hij wilde een DNA bom laten ontploffen, maar werd door Ben gestopt. Hierbij werd echter wel de zelfvernietiging van de Omnitrix geactiveerd.
Dr. Animo doet tevens mee in de serie Ben 10: Alien Force, waarin hij naar de Null Void is verbannen. In deze serie heeft hij een heel ander uiterlijk. Hij heeft in deze serie de Null Void veroverd en heerst nu als een tiran, totdat Max een opstand tegen hem creëert. 

### Charmcaster
Het nichtje van Hex, en net als hij een magiër. Ze heeft een tas waar ze allerlei spullen uit tevoorschijn kan halen, zelfs voorwerpen die veel groter zijn dan wat eigenlijk in de tas zou kunnen passen. Ze is ook ervaren in het gebruik van spreuken, maar is niet zo sterk als haar oom.
Ze maakte haar debuut in de aflevering "Tough Luck", waarin ze haar oom uit de gevangenis bevrijdde en hielp om de Keystone of Bezel te vinden. Ze deed enkel met hem mee omdat ze zijn hulp nodig had om de vernietigde amuletten van Bezel te herstellen. Aan het eind van de aflevering leken zowel haar krachten als die van Hex in de steen te worden geabsorbeerd.
Charmcaster keerde terug in "A Change of Face", waarin ze probeerde van lichaam te ruilen met Ben in de hoop zo de Omnitrix te bemachtigen. In haar pogingen ruilde ze met Gwen, plaatste Gwen en Ben in elkaars lichaam, en veranderde daarna alles terug. Aan het eind van de aflevering werd ze gearresteerd. Gwen nam haar spreukenboek mee.
In de serie "Alien Force" duikt ze weer op, nu met een ander kostuum. Ze gebruikt nu manamanipulatie voor magie in plaats van haar magische tas. In de aflevering "Where the Maggic Happens" helpt ze Ben, Gwen en Kevin wanneer deze Aggregor volgen naar haar thuiswereld, Legerdomain. In deze aflevering blijkt Charmcaster al die tijd op zoek te zijn geweest naar een manier om een magische tiran genaamd Addwaitya, die over Legerdomain heerst, te verslaan. Ze krijgt in de serie ook een relatie met Darkstar en krijgt langzaam respect voor Gwen. 

### Clancy
Clancy is een man met een lichtblauwe huid, die mentaal controle heeft over elk type insect. De bron van deze kracht is niet bekend. Hij voelt zich verbonden met de insecten en spreekt dan ook altijd over “wij” in plaats van over “ik”. Hij woonde in een vervallen appartement dat gesloopt zou worden voor nieuwbouw. Daarom ontvoerde hij Councilwoman Liang.
Clancy probeerde later in de aflevering een nucleaire krachtcentrale op te blazen om iedereen in de stad te doden, behalve de kakkerlakken daar zij immuun zijn voor straling. Ben, als Aceblast (heatblast), kon hem tegenhouden.

### Joey/Rojo
Joey is de leider van een motorrijdersbende die geheel uit vrouwen bestaat. Ze probeerde een pantserwagen te beroven, maar dit werd verhinderd door Ben als Fourarms. De restanten van een van Vilgax' robots fuseerden met haar en maakten haar tot de cyborg Rojo. Als Rojo kon ze vliegen, beschikte over bovenmenselijke kracht en had een laser op iedere schouder. Vilgax kon met haar communiceren en dwong haar de Omnitrix op te sporen. Joey werd weer normaal toen Ben als Upgrade de robotonderdelen uitschakelde.
Ze keerde weer terug in seizoen 4, waarin ze lid werd van de Negative 10.
Haar stem werd gedaan door Jennifer Hale.

### Het Circus Freak Trio
Dit trio van dieven verscheen voor het eerst in de aflevering "Last Laugh". Ze werkten eerst samen in een Freak Show in Zombozo’s circus. Ze stalen voor hem de rijkdommen uit de steden die het circus bezocht. 
Het Circus Freak Trio keerde terug in de aflevering "Ghostfreaked Out", waarin Ghostfreak hun lichamen overnam en hen dwong om met hem samen te werken. Ze werden echter opnieuw uitgeschakeld door Ben.
In de aflevering "Ben 10000" werd het Circus Freak Trio niet gezien, maar maakten de Galactic Enforcers wel aan de toekomstige Ben bekend dat het trio de stad onveilig maakten. Ben gaf vervolgens de hand aan de Galactic Enforcers om ze uit te schakelen.
De groep was ook lid van de Negative 10.
Acid BreathEen op een zombie lijkende man die corrosieve adem kan uitblazen in de vorm van een mist of een vloeistof. Een truc die zijn moeder hem leerde. Het zuur kan vrijwel alles oplossen, zelfs metaal. Hoewel zijn zuur sterk is, is hij een van Bens minst gevaarlijke tegenstanders. Als zijn mond gesnoerd wordt, is hij machteloos. Zijn stem werd gedaan door Dee Bradley Baker.
FrightwigEen vrouw met in plaats van haar vijf oranje tentakels. Deze tentakels kan ze besturen alsof het haar armen zijn, en ze zijn net zo sterk als Thumbskull. De tentakels zijn voorzien van stalen bollen voor meer efficiëntie. Ze is tevens zeer acrobatisch. Haar stem werd gedaan door Cree Summer.
ThumbskullThumbskull heeft een hoofd in de vorm van een duim. Hij is zeer sterk (maar niet zo sterk als Fourarms), maar zijn intelligentie is duidelijk beperkt. Zijn naam is een woordspeling op de belediging "numbskull". Zijn stem werd gedaan door Jeff Doucette.

### Sublimino
Sublimino is een kwaadaardige hypnotiseur die via hypnose mensen misdaden voor hem laat plegen. Ben werd ook een van zijn slachtoffers. Hij gebruikte Ben om onderdelen te bemachtigen van een enorme hypnosemachine waarmee hij een winkelcentrum vol mensen kon beheersen. Uiteindelijk brak Ben los uit de trance en versloeg Sublimo als Wildvine.
Sublimino deed ook mee in seizoen 4. Hierin was hij lid van de Negative 10, en de nieuwe leider van het Circus Freak Trio.
Zijn stem werd gedaan door Richard Steven Horvitz.

## Hex
Hex is een magiër. In de aflevering "Lucky Girl" van Ben 10 bezat hij vijf amuletten genaamd de Charms of Bezel, die hem de macht gaven over vuur, reïncarnatie, bliksem, geluk en levitatie. Daarnaast kon hij ook zelf spreuken gebruiken. Hij probeerde een oud spreukenboek te stelen bekend als het Archamada Book of Spells, maar werd gestopt door Gwen, Ben en Max, die ook de amuletten vernietigden.
Hij keerde terug in  de aflevering "Tough Luck", waarin hij zocht naar de Keystone of Bezel. Daarmee kon hij de vijf amuletten weer herstellen en ze 10 keer zo sterk maken. Hij werd geholpen door Charmcaster. Ze verraadde hem echter om de amuletten zelf te stelen. Uiteindelijk werden Hex’ krachten geabsorbeerd door de steen.
Hex dook weer op in de aflevering "Don't Drink the Water", waarin hij de bron van de eeuwige jeugd probeerde te bemachtigen. Hij kreeg te veel van het water binnen, en werd weer een baby.
In de tweede en derde serie keert Hex weer terug als volwassene.
Zijn stem wordt gedaan door Khary Payton.

## Sixsix
Sixsix is een van de drie premiejagers die in de aflevering “Hunted” door Vilgax naar de Aarde werden gestuurd om de Omnitrix te bemachtigen. Hij heeft een paars harnas en een jet-pack. Zijn harnas bevat verschillende wapens zoals projectielen, lasers, discuswerpers en een zaag. 
In tegenstelling tot de andere twee sprak Sixsix enkel zijn eigen taal. De andere twee konden hem wel verstaan. 
Sixsix verscheen ook in "The Galactic Enforcers", waarin hij samenwerkte met Volcanus. Zijn stem werd gedaan door Meagan Smith.
In Ben 10: Alien Force komt een soortgelijke alien voor genaamd “Sevenseven”.

## Mike Morningstar/Darkstar
Mike Morningstar is de zoon van een plumber. Hij maakt zijn debuut in de aflevering "All That Glitters" van de serie Ben 10: Alien Force. Hij heeft de gave om de levensenergie uit mensen te zuigen en ze zo in zombies te veranderen. Hij kan de geabsorbeerde energie gebruiken om te vliegen, bovenmenselijke kracht te verkrijgen en energiestralen af te vuren. 
Vanaf seizoen twee gaat hij zichzelf Darkstar noemen. Hij kan nu niet meer vliegen, maar z’n andere krachten zijn enorm toegenomen. Hij draagt tevens een metalen masker om z’n gezicht te verbergen. Hij wordt opgesloten in de Null Void, maar weer vrijgelaten op voorwaarde dat hij helpt de invasie van de Highbreed af te slaan.
In Ben 10: Ultimate Alien benadert Gwen Darkstar om hen te helpen Kevin te vangen en te verslaan. Darkstar stemt toe, maar probeert van de situatie te profiteren om Kevin's krachten te absorberen en zo onoverwinnelijk te worden. Ben doorziet dit plan op tijd en kan het verhinderen. Later in de serie begint Darkstar een relatie met Charmcaster in de hoop haar krachten te kunnen gebruiken voor zijn eigen doel, maar Charmcaster doorziet dit plan tijdig en verband hem uit haar thuiswereld.

## Eon
Eon is De primaire antagonist uit de film Ben 10: Race Against Time, waarin hij wordt gespeeld door Christien Anholt. Hij was de eerste alien die ooit door de Plumbers werd gevangen, bijna twee eeuwen voor aanvang van de film. Eon behoort tot een ras dat het geheim van tijdmanipulatie heeft ontdekt. Hij wil met een machine genaamd de Hands of Armageddon een poort openen naar zijn thuisdimensie om zo zijn ras naar de Aarde te halen. Eon heeft veel kennis over de Omnitrix. Zo weet hij hoe je de tijdlimiet moet stoppen, en kan hij zijn eigen DNA toevoegen aan de Omnitrix om zo de drager van het apparaat tegen diens wil in een tweede Eon te veranderen.
Eon beschikt over vele tijdmanipulerende krachten. Hij kan de tijd stilzetten, behalve voor zichzelf en anderen van zijn ras, voorwerpen en personen razendsnel laten verouderen, en mensen met grote kracht weggooien door de tijd terug te draaien. Hij kan ook de Omnitrix buiten werking stellen.
Eon wordt in de film verslagen door Ben als Wildmutt en belandt door zijn eigen machine in cross-time, een dimensie tussen verschillende parallelle tijdlijnen. In de serie "Ultimate Alien" keert hij terug met het plan de verschillende Ben's uit elk parallel universum te doden en hun kracht te absorberen, zodat hij de enige Ben zal zijn die overblijft. Dankzij de huidige Ben en een Ben uit een alternatieve toekomst wordt Eon voorgoed gestopt.

## Zombozo
Zombozo is een vampierclown, die oorspronkelijk meespeelde in een enkele aflevering van Ben 10. Hierin gebruikt hij een machine genaamd de "Psyclown" om de vreugde en levensenergie van mensen te stelen. Ben versloeg hem uiteindelijk als Ghost Freak.
Hij keert weer terug in de derde serie, waarin hij probeert Bens familie te doden. Gwen verslaat hem in haar Anodite-gedaante.

## Vulkanus
Een Detrovite, die een mechanisch harnas gebruikt ter compensatie van zijn geringe lengte. In de eerste serie probeert hij samen met de premiejager Sixsix een wapen te maken dat een heel planetenstelsel kan verwoesten. Hij werd verslagen door Ben en de Galactic Enforcers.
In de tweede serie blijkt hij Kevin 11 te kennen. De twee schijnen ergens tussen de eerste en tweede serie samen te hebben gewerkt. In deze serie wil hij het klimaat van de aarde veranderen om meer aan te sluiten op zijn thuiswereld.
In de derde serie werkt hij samen met Zombozo en Charmcaster .

## Albedo
Albedo is een Galvan met een arrogante persoonlijkheid. Hij was ooit de assistent van Azmuth. Zijn doel is om een eigen omnitrix te krijgen. Hiertoe maakt hij zijn eigen versie, die echter niet naar behoren werkt en hem veranderd in een kopie van Ben. Nadat deze omnitrix wordt vernietigd, wordt Albedo naar de Null Void verbannen.
Later in "Alien Force" duikt hij weer op en steelt de ultimatrix. Ook spant hij samen met Vilgax.

## Aggregor
Aggregor is de primaire antagonist van Ben 10: Ultimate Alien. Hij is een Osmosian die de gave heeft om elk soort energy of materie te absorberen. Hij heeft bij aanvang van de serie 5 aliens gevangen met het plan hun krachten te absorberen, maar ze weten aan hem te ontsnappen. In de loop van de serie vangt hij ze een voor een weer door Ben, Gwen en Kevin te volgen wanneer ze de aliens ontmoeten. 
Nadat Aggregor de krachten van de vijf aliens heeft geabsorbeerd, blijkt dat hij dit deed om de stukken van de Map of Infinity, een kaart van het gehele universum, te stelen. Deze zijn allemaal beschermd met valstrikken of worden bewaakt, dus had Aggregor extra krachten nodig om erbij te komen. Ondanks tegenwerking van Ben, Gwen en Kevin slaagt Aggregor erin om de vier stukken van de kaart te bemachtigen en hiermee de Forge of Creation, de oorsprong van het universum, te vinden. Hier hoopt hij een van de almachtige Celestialsapien te absorberen. Zijn plan mislukt op het laatste moment wanneer Kevin hem verslaat en zijn krachten absorbeert. 

## Noemenswaardige eenmalige personages
Vooral de serie Ben 10 kent een groot aantal schurken die in slechts 1 aflevering meespelen:
De Great OneEen enorme alien die van wereld naar wereld reist. Eenmaal op een planeet hecht hij zich aan het oppervlak en voedt zich met de levensenergie van die planeet. Dit proces vergiftigt de planeet, en vernietigt deze uiteindelijk. Zijn huid is vrijwel ondoordringbaar, en het eetproces brengt de grond tot leven als extra verdediging. Verder heeft de Great One nog drie aanbidders, die hem overal volgen. Ben kon de Great Ones huid niet doorboren met een van zijn normale 10 aliens. Uiteindelijk gebruikte hij nieuwkomer Cannonbolt om hem van binnenuit te vernietigen. De Great One vernietigde al eerder Cannonbolts thuisplaneet. De Great One verscheen in de aflevering "The Big Tick".
LimaxDe Limax zijn slijmaliens van een onbekende wereld. Ze leven in omgevingen van hitte en vuur. Ze kwamen naar de Aarde om bejaarden op te halen als voedsel. De Limax kunnen onderling communiceren over grote afstand en kunnen fuseren tot een superwezen. Hun zwakke plek is koud water. Ze kwamen voor in de aflevering "Permanent Retirement".
Megawhattsplagerige kleine wezens gemaakt van elektrische energie. Ze zien eruit als antropomorfe batterijen. Ze zijn niet echt groot, hebben puntige benen en drie vingers aan elke hand. Ze kunnen niet praten, maar communiceren via hoge geluiden. Megawhatts kunnen elektriciteit beheersen en elektrische apparaten overnemen. Ze zijn kwetsbaar voor water, maar worden sterker en kunnen vermenigvuldigen als ze meer en meer elektriciteit absorberen. Verder zijn ze zeer sterk, en kunnen voorwerpen tillen die vele malen groter zijn dan zijzelf. Ze verschenen voor het eerst in de aflevering "Tourist Trap", waarin ze opgesloten zaten in ’s werelds grootste rubberen bal, totdat Ben ze vrijliet. Aan het eind van de aflevering werden ze weer gevangen, maar nu in ’s werelds grootste vissenkom. Dit maakte hen tot ’s werelds grootste gloeilamp. In de aflevering “Ben 10,000” bleek Ben in de toekomst te kunnen veranderen in een megawhatt(buzzschock genaamd).In de serie Ben 10 Omniverse en worden ze gebruikt als krachtbronnen voor gestolen alien technologie
Philnet als Max een ex-plumber. De twee waren vroeger partners, en konden Vilgax tegenhouden toen die nucleaire kernkoppen wilde stelen.  Hoewel Max met pensioen ging, bleef Phil doorwerken. Hij begon echter mensen te bedriegen door aliens los te laten uit de Null Void dimensie, en dan tegen betaling deze te vangen. Toen Max, Ben en Gwen hem tegenkwamen, ontdekten ze dit. Uiteindelijk werd Phil door Ben zelf in de Null Void opgesloten.